# Gotcha Ziziaschwili
Gotcha Ziziaschwili (hebräisch גוצ'ה ציציאשווילי; * 7. November 1973 in Tiflis) ist ein ehemaliger israelischer Ringer. Er wurde 2003 Weltmeister im griechisch-römischen Stil im Mittelgewicht.

## Werdegang
Gotcha (eigentlich Giorgi) Ziziaschwili wuchs in Tiflis auf und begann dort 1981 als Jugendlicher mit dem Ringen. Er konzentrierte sich dabei auf den griechisch-römischen Stil. Auf der internationalen Ringermatte startete er im Jahre 1991 für die Sowjetunion und in den Jahren 1992 und 1993 für Georgien. Im Herbst 1993 wanderte er nach Israel aus und startete ab diesem Zeitpunkt für dieses Land. In Israel wurde er Mitglied des Sportvereins Hapoel Beer-Shewa. Seine Trainer dort waren hauptsächlich Jakow Masin und Otari Tatischwili. Während seiner aktiven Zeit lebte er vom Ringen, absolvierte aber schon eine Ausbildung zum Lehrer. Er startete immer im Mittelgewicht.
Seine internationale Karriere begann im Jahre 1991 bei den Junioren-Weltmeisterschaften (Juniors) in Barcelona, wo er in der Gewichtsklasse bis 81 kg den 3. Platz belegte. 1992 kam er bei den Junioren-Europameisterschaften (Espoirs) in Székesfehérvár auf den 7. Platz, aber bei den Junioren-Weltmeisterschaften (Espoirs) 1993 in Athen gewann er im Mittelgewicht hinter Martin Lidberg aus Schweden und Elvan Mert aus der Türkei mit einem 3. Platz erneut eine Medaille.
Im Jahre 1994 erreichte er, erstmals für Israel startend, bei den Europameisterschaften in Athen gleich das Finale. In diesem lieferte er dem Deutschen Thomas Zander einen großen Kampf, verlor aber knapp mit 2:3 Punkten. Er wurde damit Vize-Europameister. Bei den Weltmeisterschaften dieses Jahres in Tampere schied er dagegen schon früh aus und erreichte nur den 16. Platz.
Sehr erfolgreich verlief für ihn das Jahr 1995. Er gewann bei den Europameisterschaften in Besançon hinter Sergei Zwir aus Russland und Christo Stantschew aus Bulgarien eine Bronzemedaille und bei den Weltmeisterschaften in Budapest stieß er bis in das Finale vor, in dem er dem Türken Hamza Yerlikaya nach Punkten unterlag. Er wurde damit Vize-Weltmeister vor Thomas Zander und Sergei Zwir. 1995 gewann er bei den Europameisterschaften in Budapest erneut eine Bronzemedaille. Nur Hamza Yerlikaya und der Ungar Peter Farkas platzierten sich dabei vor ihm. Bei den Olympischen Spielen 1996 in Atlanta siegte er zunächst über Tuomo Karila aus Finnland und Park Myung-suk aus Südkorea. Dann unterlag er seinem alten Rivalen Thomas Zander und auch dem Kasachen Daulet Turlychanow. Mit einem Sieg über Martin Lidberg konnte er sich danach nur mehr den 5. Platz erkämpfen und verfehlte damit knapp die Medaillenränge.
In den folgenden Jahren konnte er, bis auf eine Ausnahme, keine Medaillen mehr gewinnen, lieferte aber immer gute Leistungen ab und erreichte noch sehr gute Platzierungen, wie der 5. Platz bei den Europameisterschaften 1998 in Minsk und der 4. Platz bei den Weltmeisterschaften 1998 in Gävle beweisen. Im Jahre 2000 benötigte er die Resultate aus nicht weniger als fünf Qlympiaqualifikations-Turnieren, um sich zum zweiten Mal für Olympische Spiele zu qualifizieren. Bei den Olympischen Spielen 2000 in Sydney wurde er dann das Opfer des unfairen Verhaltens des Norwegers Fritz Aanes. Er traf nämlich in seinem ersten Kampf auf diesen Ringer und verlor gegen diesen knapp nach Punkten. Anschließend besiegte er Juri Witt aus Usbekistan und Amer Bach Hamba aus Tunesien, erreichte mit diesen Siegen aber nur mehr den 6. Platz. Unmittelbar nach diesen Olympischen Spielen wurde festgestellt, dass Aanes in Sydney gedopt war. Er wurde daraufhin disqualifiziert und aus der Wertung genommen. Gotcha Ziziaschwili freilich half das nichts mehr, denn für ihn konnte das olympische Ringerturnier ja nicht noch einmal durchgeführt werden. Wahrscheinlich hätte er gegen einen nicht gedopten Aanes gewonnen und danach gute Chancen auf eine olympische Medaille gehabt.
2001 erkämpfte sich Gotcha Ziziaschwili bei den Europameisterschaften in Istanbul mit einem 5. Platz wieder eine sehr gute Platzierung. Bei den Weltmeisterschaften 2001 in Patras, bei den Weltmeisterschaften 2002 in Moskau und bei den Europameisterschaften 2003 in Belgrad lief es für ihn nicht mehr so gut und er konnte sich bei diesen Meisterschaften nur im Mittelfeld platzieren. Bei den Weltmeisterschaften 2003 in Créteil überraschte er dann die ganze Ringerfachwelt, denn er erkämpfte sich dort den Weltmeistertitel. Er siegte dabei über Artur Michalkiewicz aus Polen, verlor dann gegen Balasz Kiss aus Ungarn und siegte danach über Malik Satya Dev aus Indien, Wjatscheslaw Makarenko aus Weißrussland, Attila Bátky aus der Slowakei und Ara Abrahamian aus Schweden. Diesen Weltmeistertitel verdankte er indirekt auch Artur Michalkiewicz, der Balasz Kiss aus dem Rennen warf.
Zum Abschluss seiner Karriere nahm Gotcha Ziziaschwili dann in Athen noch einmal an den Olympischen Spielen teil. Er siegte dort über Mélonin Noumonvi aus Frankreich, verlor dann aber gegen den späteren Olympiasieger Alexei Mischin aus Russland, womit er ausschied und den 14. Platz belegte. Danach beendete er seine internationale Ringerlaufbahn.

## Internationale Erfolge
| Jahr | Platz | Wettbewerb                                  | Gewichtsklasse | Ergebnisse |
| 1991 | 3.    | Junioren-WM (Juniors) in Barcelona          | bis 81 kg      | hinter Elvan Mert, Türkei und Juri Stoimenow, Bulgarien |
| 1992 | 7.    | Junioren-EM (Espoirs) in Székesfehérvár     | Mittel         | Sieger: Igor Bugaj, Ukraine vor Oldrik Meißner, Deutschland |
| 1993 | 3.    | Junioren-WM (Espoirs) in Athen              | Mittel         | hinter Martin Lidberg, Schweden und Elvan Mert |
| 1994 | 2.    | EM in Athen                                 | Mittel         | hinter Thomas Zander, Deutschland, vor Sergei Nasewitsch, Russland, Igor Bugaj und Hamza Yerlikaya |
| 1994 | 16.   | WM in Tampere                               | Mittel         | Sieger: Thomas Zander vor Tuomo Karila, Finnland, Waleri Zilenz, Weißrussland und Alexei Banes Duany, Kuba |
| 1995 | 3.    | EM in Besançon                              | Mittel         | hinter Sergei Zwir, Russland und Christo Stantschew, Bulgarien, vor Alexander Pokala, Weißrussland und Tuomo Karila                                                                                                |
| 1995 | 2.    | WM in Prag                                  | Mittel         | hinter Hamza Yerlikaya, vor Thomas Zander und Sergei Zwir |
| 1996 | 3.    | EM in Budapest                              | Mittel         | hinter Hamza Yerlikaya und Peter Farkas, Ungarn, vor Tuomo Karila und Martin Lidberg |
| 1996 | 5.    | OS in Atlanta                               | Mittel         | nach Siegen über Tuomo Karila und Park Myung-suk, Südkorea, Niederlagen gegen Thomas Zander und Daulet Turlychanow, Kasachstan und einem Sieg über Martin Lidberg                                                  |
| 1997 | 7.    | EM in Kouvola                               | Mittel         | nach einem Sieg über Martin Lidberg, einer Niederlage gegen Hamza Yerlikaya, einem Sieg über Knut Steinar Isaksen, Norwegen und einer Niederlage gegen Aleksandar Jovancevic, Jugoslawien                          |
| 1997 | 21.   | WM in Wrocław                               | Mittel         | nach einem Sieg über Tomi Rajamäki, Finnland und Niederlagen gegen Sergei Zwir und Daniel Henderson, USA |
| 1998 | 9.    | Großer Preis von Italien in Faenza          | Mittel         | Sieger: Daniel Henderson vor Filip Soukop, Tschechien |
| 1998 | 3.    | Intern. Turnier in Nikea/Griechenland       | Mittel         | hinter Raatbek Sanatbajew, Kirgisistan und Ioannis Savvas, Griechenland |
| 1998 | 5.    | EM in Minsk                                 | Mittel         | nach einer Niederlage gegen Martin Lieberg, Siegen über Ioannis Savvas, Toomas Proovel, Estland und Alexei Sardarjan, Ukraine und einer Niederlage gegen Thomas Zander                                             |
| 1998 | 4.    | EM in Gävle                                 | Mittel         | nach Siegen über Park Myung-suk und Thomas Zander und Niederlagen gegen Alexander Menschtschikow, Russland und Martin Lidberg                                                                                      |
| 1999 | 26.   | WM in Athen                                 | Mittel         | nach Niederlagen gegen Martin Lidberg und David Millien, Frankreich |
| 2000 | 9.    | Olympia-Qualif.-Turnier in Faenza           | Mittel         | Sieger: Alexander Menschtschikow vor Fritz Aanes, Norwegen |
| 2000 | 11.   | Olympia-Qualif.-Turnier in Clermont-Ferrand | Mittel         | hinter Hamza Yerlikaya und Sergei Zwir |
| 2000 | 3.    | Olympia-Qualif.-Turnier in Taschkent        | Mittel         | hinter Fritz Aanes und Igor Bugaj |
| 2000 | 4.    | Olympia-Qualif.-Turnier in Colorado Springs | Mittel         | hinter Hamza Yerlikaya, David Martinetti, Schweiz und Marian Szustek, Polen |
| 2000 | 4.    | Olympia-Qualif.-Turnier in Alexandria       | Mittel         | hinter Mohamad Abd El Fatah, Ägypten, Ali Reza Nikkho, Iran und Oleksandr Darahan, Ukraine |
| 2000 | 6.    | OS in Sydney                                | Mittel         | nach einer Niederlage gegen Fritz Aanes und Siegen über Juri Witt, Usbekistan und Amor Bach Hamba, Tunesien |
| 2001 | 5.    | EM in Istanbul                              | Mittel         | hinter Hamza Yerlikaya, Marcin Letki, Polen, Oleksandr Darahan und Toomas Proovel |
| 2001 | 18.   | WM in Patras                                | Mittel         | nach Sieg über Bojan Mitkow, Bulgarien und Niederlage gegen Matt Lindland, USA |
| 2002 | 8.    | WM in Moskau                                | Mittel         | nach Siegen über Luiz Enrique Mendez Lazo, Kuba, Kai Dittrich, Deutschland und Attila Bátky, Slowakei und einer Niederlage gegen Levon Geghamjan, Armenien                                                         |
| 2003 | 10.   | EM in Belgrad                               | Mittel         | nach Niederlage gegen Muchran Wachtangadse, Georgien und Sieg über Kosta Kostanjevic, Kroatien |
| 2003 | 1.    | WM in Créteil                               | Mittel         | nach Sieg über Artur Michalkiewicz, Polen, Niederlage gegen Balasz Kiss, Ungarn und Siegen über Malik Satya Dev, Indien, Wjatscheslaw Makarenko, Weißrussland, Attila Bátky, Slowakei und Ara Abrahamian, Schweden |
| 2004 | 14.   | OS in Athen                                 | Mittel         | nach einem Sieg über Melonin Noumonvi, Frankreich und einer Niederlage gegen Alexei Mischin, Russland |

Erläuterungen
- alle Wettbewerbe im griechisch-römischen Stil
- OS = Olympische Spiele, WM = Weltmeisterschaften, EM = Europameisterschaften
- Mittelgewicht, Gewichtsklasse bis 1996 bis 82 kg, von 1997 bis 2001 bis 85 kg, seit 2002 bis 84 kg Körpergewicht